# 1316
Năm 1316 (Số La Mã: MCCCXVI) là một năm nhuận bắt đầu từ ngày thứ năm trong lịch Julius.